# Тучки (Лоевский район)
Тучки (бел. Тучкі) — деревня в Уборковском сельсовете Лоевского района Гомельской области Беларуси.
На востоке граничит с лесом.

## География

### Расположение
В 19 км на северо-запад от Лоева, 62 км от железнодорожной станции Речица (на линии Гомель — Калинковичи), 81 км от Гомеля.

### Гидрография
На реке Песочанка (приток реки Днепр).

## Транспортная сеть
Транспортные связи по просёлочной, затем автомобильной дороге Брагин — Холмеч. Застройка деревянная, редкая, усадебного типа.

## История
Основана в начале XX века переселенцами из соседних деревень. В 1931 году жители вступили в колхоз. Во время Великой Отечественной войны оккупанты в 1943 году сожгли деревню. В боях около деревни в октябре 1943 года погибли 25 советских солдат (похоронены в братской могиле в центре). Согласно переписи 1959 года в составе совхоза имени В. И. Ленина (центр — деревня Уборок).

## Население

### Численность
- 1999 год — 5 хозяйств, 8 жителей.

### Динамика
- 1940 год — 32 двора, 94 жителя.
- 1959 год — 124 жителя (согласно переписи).
- 1999 год — 5 хозяйств, 8 жителей.